# Олт (Колорадо)
Вижте пояснителната страница за други значения на Олт.
Олт (на английски: Ault) е град в окръг Уелд, щата Колорадо, САЩ. Олт е с население от 1432 жители (2000) и обща площ от 1,7 km². Намира се на 1505 m надморска височина. ЗИП кодът му е 80610, а телефонният му код е 970.